# Бекетовка (аеродром)
Бекетовка — спортивний аеродром (колишній військовий аеродром) у Волгограді, розташований в Кіровському районі міста, у 20 км на південь від центру міста. Офіційна назва «Волгоград (Бекетовка)».

## Історія аеродрому
Створено наприкінці 1930-х як військовий аеродром.
У період Сталінградської битви використовувався полками 102-ї винищувальної авіаційної дивізії ППО Сталінградського району ППО. Дивізія діяла у підпорядкуванні командування Сталінградського фронту.
У період з 11 по 31 серпня 1942 року на аеродромі базувалася 2-а ескадрилья 787-го винищувального авіаційного полку 125-ї винищувальної авіаційної дивізії ППО, придана для посилення протиповітряної оборони Сталінграда. Ескадрилья була озброєна англійськими винищувачами Харрікейн.
У червні 1943 року на аеродромі у складі 2-ї гвардійської винищувальної авіадивізії ППО (раніше, до 31 березня 1943 року, її іменували як 102-а винищувальна авіаційна дивізія ППО) формували 936-й винищувальний авіаційний полк ПВО за штатом 015/325 на підставі наказу ІА ППО ТЗ № 0101 від 16.06.1943 р., шифротелеграми Командувача ППО ТЗ № 816 від 20.06.1943 року та наказу 2 гіад № 0082 від 26.06.1943 року. У липні 1943 року особовий склад 30 осіб, в основному ІТС, призначений для формування, направлено в н.п. Чорний Яр на Волзі. У жовтні 1943 року полк передислоковано в м. Астрахань, куди почав прибувати льотний склад.
З 16 червня 1943 по 20 жовтня на аеродромі формувався 933-й винищувальний авіаційний полк ППО на літаках Як-1 і Hawker Hurricane. Одночасно йшло освоєння нової техніки — літака Supermarine Spitfire Mk.IX. Увійшовши до складу 2-ї гвардійської винищувальної авіадивізії ППО полк розпочав бойові дії з прикриття військово-промислових об'єктів у районі Сталінграда та Червоноармійська. У жовтні 1944 полк перебазувався на аеродром Король-1 (Румунія).
З 1954 по 1998 роки використовувався як навчальний аеродром Качинського вищого військового авіаційного училища льотчиків. З кінця 1990-х використовується як спортивний аеродром для польотів на літаках Як-52 та парапланах, викидки парашутистів з літаків Ан-2, а також для автоперегонів.
Поблизу Волгограда є ще один військовий аеродром — Маринівка.